# Бодрићи (западнословенско племе)
Бодрићи, Рароги или Ререги, једно је од племена Полапских Словена, које је од 6. вијека насељавало подручје источно од доњег тока ријеке Лабе, између Визмарског залива и Шверинског језера. Вјероватно потичу из Доње Шлеске. Њихова главна упоришта су била Махелен и Зверин. Они су били главно племе унутар племенског савеза Ободрита. Племе је независност изгубило послије смрти кнеза Никлота, кога је убио саксонски војвода Хајнрих III. На земљи Бодрића у 13. вијека настало је њемачко војводство Мекленбург.